# Complejo de Esquí y Biatlón Laura

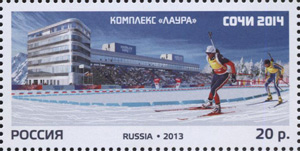

El Complejo de Esquí y Biatlón Laura (en ruso, Лыжно-биатлонный комплекс Лаура, Lyzhno-biatlonny kompleks Laura) es una estación de esquí en Krásnaya Poliana, Sochi (Rusia), sede de las competiciones de biatlón, esquí de fondo y combinada nórdica (pruebas de esquí de fondo) en los Juegos Olímpicos de 2014.
Está ubicado en la ladera sur de las montañas de Psejako (a una altitud de 1400-1500 m s. n. m.), distrito de Adler, 90 km al este de Sochi, al norte de la estación de esquí de Roza Jútor. Se llega a esta estación por medio de dos teleféricos que parten de la localidad de Krásnaya Poliana.
Consta de dos estadios, uno para las pruebas de biatlón, enfrente de la zona de tiros, y otro para las de esquí de fondo, cada uno con una capacidad de 7.500 espectadores.